# Dick Appeldoorn
Diderik (Dick) Appeldoorn (Bovensmilde, ca. 1943) is een Nederlandse politicus van de PvdA.
Hij is een boerenzoon en begon op 17-jarige leeftijd zijn carrière als leerling ambtenaar, klom op en werd in 1982 burgemeester van de toenmalige Groningse gemeente Finsterwolde. In 1988 keerde hij terug naar Drenthe als burgemeester van Sleen. Bij de gemeentelijke herindeling in Drenthe op 1 januari 1998 daalde het aantal gemeenten in die provincie van 34 naar 12. Sleen ging op in de gemeente Coevorden en een maand later werd hij waarnemend burgemeester van de Gelderse gemeente Wisch als opvolger van Hein Pannekoek die burgemeester was geworden van de Drentse fusiegemeente Zuidlaren (later hernoemd naar 'gemeente Tynaarlo'). Een half jaar later kreeg Wisch een kroonbenoemde burgemeester en op 1 januari 1999 werd Appeldoorn waarnemend burgemeester van Schiermonnikoog. Door spanningen binnen het college van B & W vertrok hij daar op eigen verzoek binnen een half jaar. In maart 2000 volgde zijn benoeming tot burgemeester van de Achterhoekse gemeente Steenderen. Op 1 januari 2005 fuseerde Steenderen met enkele andere gemeenten tot Bronckhorst waarmee een einde kwam aan zijn burgemeesterscarrière. Hierna keerde hij terug naar Drenthe waar hij de voorzitter is geworden van ANBO Drenthe.